# 2019年秘鲁地震
2019年秘魯地震發生在當地時間2019年5月26日凌晨2時41分，震級達矩震級8.0級。在尤里馬瓜斯和拉古納斯區的最大修訂麥加利地震烈度為VII度（非常強烈）。地震造成兩人死亡，另有30人受傷。這是2019年震級最強的地震。

## 地質背景
秘魯位於納斯卡板块俯衝到南美洲板块下方的破壞性板塊邊緣之上。板塊以每年70毫米的速度聚合。該國曾遭受過許多由板塊界面滑動引起的大型逆衝區地震的影響，例如1868年阿里卡大地震。納斯卡板塊下方的斷層活動也引起了中等深度的大地震。

## 地震
地震持續約60秒，大部分能量在約40至60秒內釋放。地震震央位於秘鲁北部地區，靠近厄瓜多尔。這次中原地震（122.8公里）是由納斯卡板塊內的正斷層所引起。在矩張量的兩種可能答案中，地震波形分析表明，發震斷層向東傾斜。
此次地震發生在納斯卡板塊從平板俯衝過渡到陡峭俯衝的區域。在這個位置，板塊彎曲至更陡峭的角度。對該地震的分析表明，沿著長205公里乘105公里的斷層發生破裂，破裂的平均傳播速度為每秒2.5公里。破裂在該區北部產生出最大滑移達6.7米。在115秒內發生兩次地震能量釋放。干涉合成孔径雷达的數據顯示，地震在震央以北的地球表面產生47厘米的下沉。
地震發生整整三年後，普諾省發生一場7.2級地震。秘鲁、智利、巴西和玻利維亞均有震感。

## 破壞及人員傷亡
秘魯有兩人死亡、15人受傷，厄瓜多爾則有15人受傷。

### 秘魯
秘魯總統马丁·比斯卡拉呼籲民眾保持冷靜，並表示他將與交通部長一起評估道路受損情況。比斯卡拉還表示，其他官員將評估建築物的受損情況以及對附近水庫的影響。地震發生於深夜，許多人從房屋和商店撤離。一些建築物、街道和橋樑在地震中受損。
833所房屋在地震中受損，其中404所無法再居住。38個醫療設施遭到破壞，其中四個無法再使用。111所學校受到影響，其中七所學校停課。

### 厄瓜多爾
據報厄瓜多爾最接近震央的部分地區遭受一些損失。

## 外部連結
- The International Seismological Centre has a bibliography and/or authoritative data for this event.